# Revue belge de philologie et d'histoire
La Revue belge de philologie et d'histoire ou Belgisch Tijdschrift voor Filologie en Geschiedenis en néerlandais est une revue scientifique publiée en Belgique. Comme son nom l'indique, elle est spécialisée dans les sujets d'Histoire et de philologie

## Ligne éditoriale
Le premier objectif que vise la revue est de recueillir et de susciter des articles scientifiques originaux dans les domaines de la philologie et de l’histoire ; en ce qui concerne la philologie, est porte surtout sur les langues indo-européennes, et plus particulièrement à la philologie grecque, latine et germanique. Ainsi, le premier numéro de chaque année est consacré à l’histoire de l’Antiquité et à la philologie classique ; le troisième à la philologie romane, germanique et slave ; les deuxième et quatrième à l’histoire du Moyen Âge à nos jours.
Le deuxième objectif est la publication d'articles bibliographiques recensant les comptes-rendus d'ouvrages récents pour faire l'état des lieux des questions traitées par l'ouvrage et rester en lien avec les institutions d'études et de recherche du monde.
Le troisième objectif visé par la revue, enfin, est de publier annuellement une bibliographie complète de l'histoire de Belgique.
Chaque fascicule publié compte environ deux cents pages. La revue est publiée en français, mais certains articles sont écrits en néerlandais, anglais, ou plus rarement espagnol, italien ou allemand. Les résumés des articles sont en français, néerlandais et allemand.

## Historique
La revue a été fondée en 1922 par la Société pour le Progrès des Études philologiques & historique ; son secrétaire général était à l'époque Oscar Grosjean.